# فرودگاه چواک
فرودگاه چواک (به انگلیسی: Chevak Airport) یک فرودگاه همگانی با کد یاتا VAK است که یک باند فرود شن دارد و طول باند آن ۹۷۵ متر است. این فرودگاه در شهر چواک، آلاسکا کشور ایالات متحده آمریکا قرار دارد و در ارتفاع ۲۳ متری از سطح دریا واقع شده‌است.